# アレクサンダー・バラネスク
アレクサンダー・バラネスク（Alexander Bălănescu、1954年6月11日 - ）は、ルーマニアのヴァイオリニストであり、バラネスク・カルテットの創設者である。

## 略歴
バラネスクはブカレストで生まれ、7歳でそこの音楽特別学校に通った。ルーマニアでの彼の教師は、ドリー・コリッツァー、ガラベット・アヴァキアン、シュテファン・ゲオルギューであった。彼の研究はエルサレムのルービン・アカデミーでイアイル・クレスとともに、ロンドンのトリニティ・カレッジでベラ・カトナとともに続けられ、1975年から1979年にかけてニューヨークのジュリアード音楽院でドロシー・ディレイとともに学び、そこでピンカス・ズーカーマン、イツァーク・パールマン、フェリックス・ガリミールとロバート・マンのマスター・クラスにも参加した。
1979年にバラネスクは、マイケル・ナイマン・バンドのリーダーとなり、このグループとともに15年間世界中をツアーした。同時期に彼はギャヴィン・ブライアーズ・アンサンブルのメンバーも務めた。
バラネスクは、1987年に自身のカルテットを結成するまで、アルディッティ弦楽四重奏団に4年間在籍していた。バラネスク・カルテットは、マイケル・ナイマン、ギャヴィン・ブライアーズ、ケヴィン・ヴォランズのほか、ジョン・ルーリー、デヴィッド・バーン、キース・ティペット、カーラ・ブレイ、ラビ・アブ＝カリル、スピリチュアライズド、そしてペット・ショップ・ボーイズなど、さまざまな音楽分野のミュージシャンたちと緊密に共演してきた。カルテットのダイナミズムとレパートリーへの革新的なアプローチにより、小さなクラブからスタジアムに至るまで、4大陸のさまざまな会場で演奏が行われてきた。
作曲家/パフォーマーとしてのコラボレーションには、ダンスにおいてはメリル・タンカード、ピナ・バウシュ、ローズマリー・リー、スージー・ブロック、ヨッヘン・ウルリッヒ、フィリップ・セール、ヴィルジリオ・シエニとの共演や、演劇ではリエージュのテアトル・ドゥ・ラ・プラス、ベオグラード州立劇場、レンヌのキャバレー・ドロメスコ、ワトフォード宮殿劇場での作品が含まれている。映画およびテレビ音楽の作曲家としてのバラネスクの功績には、長編映画『変態愛 インセクト』（フィリップ・ハース監督）、『Le Poulpe』（ギヨーム・ニクルー監督）、『パルチザン 対ナチス解放戦線』（グイド・キエーザ監督）、『エイゼンシュテイン』（レニー・バートレット監督）、『世界の終わりの過ごし方』（カタリン・ミツレスク監督）などがある。および20本以上のアニメーション映画でパフォーマンスしており、その大部分は長年の共同制作者であるフィル・マロイ監督との作品である。2008年にはハンガリー映画『Tablo』（ガボール・デットル監督）の音楽を作曲し、バラネスク・カルテットが演奏した。2009年には、テキサス州フォートワースのキンベル美術館から委託された映画インスタレーション『Skeletons Warming themselves by the Fire』と『The Death of Pentheus』でフィリップ・ハース監督とのコラボレーションが再開された。『The Death of Pentheus』はヴェネツィア国際映画祭でも上映されている。ヴェラ・ノイバウアーとは「On Day in May」でコラボレーションし、カゲロウの彫刻的で内臓的な美しさを熟考したライブ・パフォーマンスを行った。
ルーマニアのルーツとの彼のますます強いつながりは、歌手で女優のアダ・ミリャとのコラボレーションのきっかけとなり、その結果、『The Island』と『God's Playground』という作品が生まれた。
バラネスクは、2007年にロイヤル・シェイクスピア・カンパニーによるシェイクスピア全集のプレゼンテーションの一環として、オペラ・ノースからシェイクスピア・ソネットの設定を依頼された。また同年、バラネスクは、映画『世界の終わりの過ごし方』で最優秀オリジナル・サウンドトラックに贈られる、第1回「Gopo」賞を受賞した。2007年4月、インゴ・メッツマッハー指揮ブルックナー管弦楽団により、リンツ州立劇場の委嘱による全編バレエ『Lorenzaccio』がヨッヘン・ウルリッヒの振付で初演された。
バラネスクのオリジナル作品の録音は、ミュートでのアルバム（『Maria T』『ポゼスト』『ルミニッツァ』『エンジェルス・アンド・インセクツ』）のほか、イエロー・マジック・オーケストラへのトリビュート『イースト・ミーツ・イースト』（Con-Sipio）、戦争映画『パルチザン 対ナチス解放戦線』（Virgin、イタリア）のスコアなどで見つけることができる。エレクトロニック・アーティストとのコラボレーションによる『Lume Lume』（Staubgold）、カーラ・ブレイの『ビッグ・バンド・セオリー』でフィーチャーされているほか、ゴールドフラップ、ジャンナ・ナンニーニ、Malika、トゥ・ロココ・ロット、スピリチュアライズド、ラビ・アブ＝カリル、ペット・ショップ・ボーイズ、グレイス・ジョーンズのアルバムにゲスト参加している。また、ロシアのアコーディオン奏者エヴェリーナ・ペトロワとのコラボレーション『Upside Down』（Leo）や、ギタリストのマウリツィオ・ブルーノー、クラウディオ・コヤニッツ、マシモ・バルビエリとのカルテットによる『Marmaduke』（splasc(H)records）、ルイージ・チンクエのグループによる『Luna Reverse』（EMI）も記録に残している。
彼は現代音楽の演奏家であるが、クイズ番組『ユニバーシティ・チャレンジ』のイントロとエンディングのテーマをアレンジし演奏しているのを聴くことができる。また、『英国式庭園殺人事件』や『コックと泥棒、その妻と愛人』など、ピーター・グリーナウェイの多くの映画でもパフォーマンスしている。フィル・マロイによるいくつかの短編アニメ映画では彼の音楽が使用されている。
彼はバラネスク・カルテットを創設して率いており、マイケル・ナイマン・バンドの創設メンバーでもあり、1994年から1998年を除くほとんどのアルバムで演奏しているほか、マイケル・ナイマンの音楽を演奏する他のアンサンブルでも演奏している。彼は『Facing Goya』のレコーディング中にバンドを脱退し、コンサートマスターの座はガブリエル・レスターが引き継いだ。
バラネスクは40年以上、ロンドンに在住している。

## ディスコグラフィ

### リーダー・アルバム
- Lume Lume (1991年、Staubgold)
- Il Partigiano Johnny (2005年) ※映画『パルチザン 対ナチス解放戦線』サウンドトラック
- Vivaldi: Les Quatre Saisons; Concertos pour 3 & 4 Violons (2008年) ※with ジョナサン・リース
- The Island (2011年) ※with アダ・ミリャ featuring バラネスク・カルテット

### 参加アルバム
- マイケル・ナイマン : 『数に溺れて サウンドトラック』 - Drowning By Numbers (1988年) ※featuring ピーター・グリーナウェイ
- ラビ・アブ＝カリル : Arabian Waltz (2002年、Enja) ※featuring バラネスク・カルテット
- マイケル・ナイマン : And Do They Do/Zoo Caprices (1988年)
- ムジカーシュ : 『バルトーク・アルバム』 - The Bartók Album (1999年) ※with マールタ・シェベスチェーン
- エルハルト・グロスコップ : Sound Pool: Adagio (2000年)
- トゥ・ロココ・ロット & I・サウンド : 『ミュージック・イズ・ア・ハングリー・ゴースト』 - Music Is A Hungry Ghost (2001年)
- エヴェリーナ・ペトロワ : Upside Down (2007年)